# Артистка (фильм)
«Артистка» — российский художественный фильм 2007 года, снятый кинокомпанией «Вертикаль».

## Сюжет
В фильме рассказывается о судьбе не очень молодой разведённой женщины, которая подобна судьбе многих женщин. Анна не очень удачлива в жизни, она работает в театре актрисой, но ей достаются всего лишь второстепенные незначительные роли, да к тому же и на личном фронте у неё не всё в порядке. Не сдаваться и пережить все неприятности доведённой до отчаяния женщине помогает её лучшая подруга, которая живёт с ней по соседству.
Муся, подруга Анны — весёлый и оптимистичный человек. Она не только выслушивает все горести своей соседки, сочувствует и сопереживает, но и пытается всеми силами помочь ей устроить личную жизнь. Однажды Анна, находящаяся в очередной раз в гостях у подруги, встречает мужчину, в которого впоследствии влюбляется. В это же время в театре ей предлагают хорошую роль. Перед героиней встаёт сложный выбор, что предпочесть — карьеру или личное счастье.
Все романтические перипетии в судьбе Анны происходят на фоне задушевных застолий и весёлых шуток.

## В ролях
| Актёр                 | Роль                                        |
| --------------------- | ------------------------------------------- |
| Евгения Добровольская | Анечка (Анна Петрова) актриса               |
| Юрий Степанов         | Викентий Иванович друг Аркадия              |
| Мария Аронова         | Муся жена Аркадия, соседка и подруга Анечки |
| Дмитрий Певцов        | Аркадий муж Муси                            |
| Ирина Скобцева        | Варвара Фоминична мать Викентия             |
| Александр Абдулов     | Босякин театральный электрик и сосед Анечки |
| Фёдор Бондарчук       | режиссёр фильма (камео)                     |
| Михаил Ефремов        | Гусятников актёр                            |
| Светлана Немоляева    | Тамара Аркадьевна актриса театра            |

## Производство
Картина была снята за 1 месяц, в промежутке между другими работами режиссёра. Генеральным спонсором фильма выступила компания Amway в рамках продвижения продукции Artistry Time Defiance.
Фильм начинается и заканчивается сценами актрис в гримёрке. В начале показана гримёрка после спектакля и звучит «Вальс Турандот» из спектакля «Принцесса Турандот» (1922), неофициальный гимн российского театра в целом. В конце — гримёрка до спектакля и реплика Гертруды из «Гамлета».